# Geađgejávri
Geađgejávri eller Keädgejavri eller Kältijävri är en sjö i Finland. Den ligger i kommunen Utsjoki i landskapet Lappland, i den norra delen av landet, 1 100 km norr om huvudstaden Helsingfors. Geađgejávri ligger 189,9 meter över havet. Omgivningarna runt Geađgejávri är i huvudsak ett öppet busklandskap. Arean är 66,2 hektar och strandlinjen är 6,46 kilometer lång. Sjön  ingår i Tana älvs huvudavrinningsområde. 